# Petticoat Affair

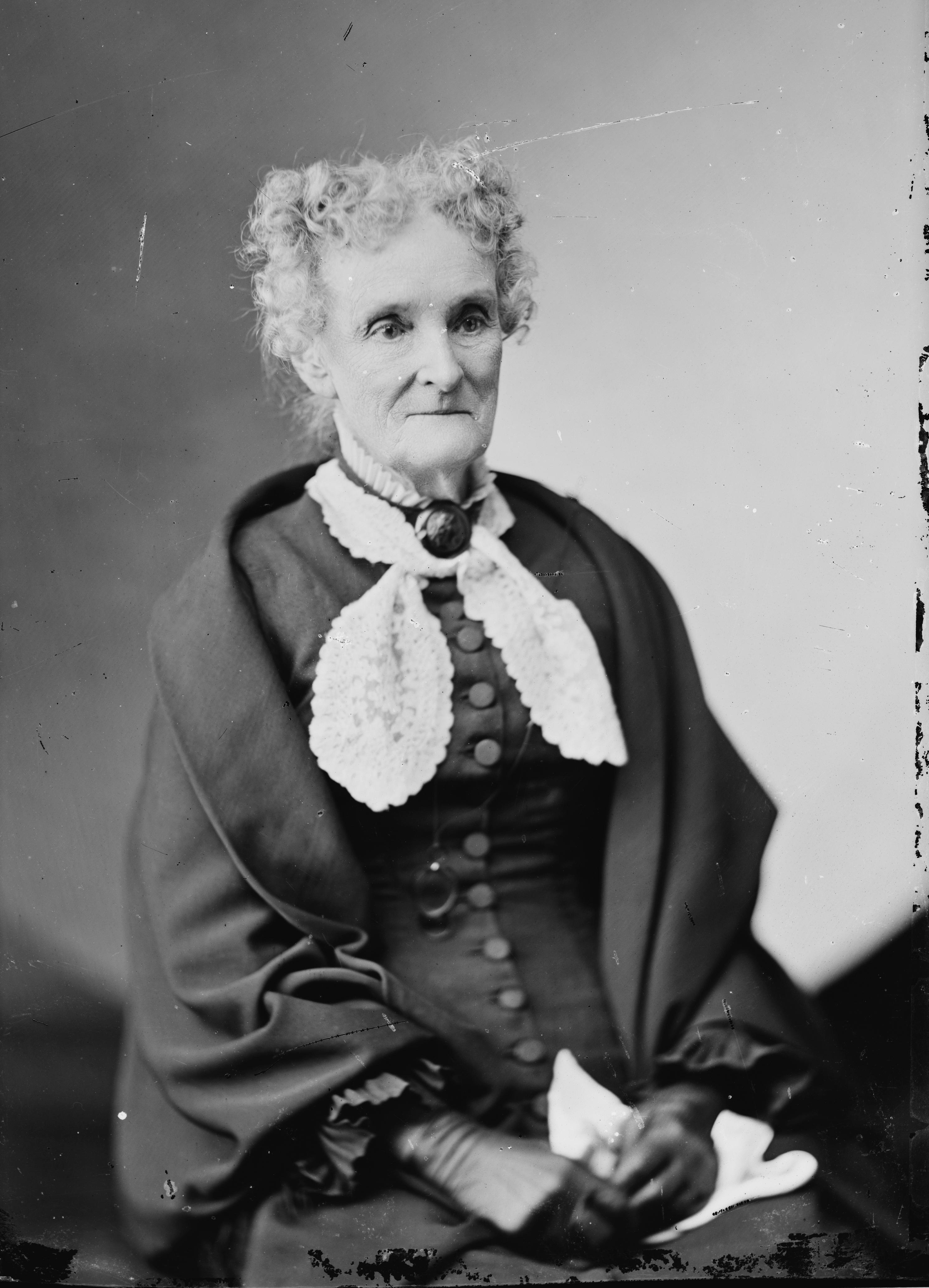
Margaret O’Neill Eaton in späteren Jahren

Die Petticoat Affair (englisch; im Deutschen auch bekannt als Eaton Affäre oder Eaton Malaria) war ein US-Skandal, in den im Jahr 1831 Mitglieder des Kabinetts von Präsident Andrew Jackson involviert waren.
Margaret „Peggy“ O’Neale (auch O’Neill, später Margaret O’Neill Eaton) war die Tochter eines Washingtoner Pensionsbesitzers. Sie war bekannt für ihr lebhaftes Temperament – dies hatte zur Folge, dass sie öffentlich kokettierte, zu einer Zeit, in der respektable Frauen dies meist nicht taten. Peggys Ehemann, der Marine-Seemann John B. Timberlake, hatte angeblich gehört, sie habe eine Fehlgeburt gehabt, während er auf einer mehr als neunmonatigen Seereise war, der Vater war also vermutlich ein anderer. Bald darauf verstarb Timberlake auf See. Die offizielle Todesursache war eine Lungenkrankheit, doch verbreitet ging man davon aus, dass er auf Grund von O’Neales Affäre mit John Henry Eaton, einem US-Senator aus Tennessee, den Suizid wählte. O’Neale und Eaton heirateten kurz nach Timberlakes Tod, was von einigen Kreisen in der Hauptstadt als ein Skandal wahrgenommen wurde. Nach Jacksons Wahl zum Präsidenten wurde sein Vertrauter Eaton Kriegsminister in seinem Kabinett.
Die Anti-Peggy-Vereinigung wurde angeführt von der Second Lady Floride Calhoun, der Frau des Vizepräsidenten John C. Calhoun, und anderen Frauen von Kabinettsmitgliedern, während Martin Van Buren, der als Witwer das einzige unverheiratete Mitglied des Kabinetts war, sich mit den Eatons verbündete. Jackson sympathisierte mit den Eatons, da seine eigene Ehefrau Rachel Donelson Robards das Opfer von ebenso bösartigen Unterstellungen geworden war und am 22. Dezember 1828 kurz vor seiner Wahl zum Präsidenten an einem Herzinfarkt gestorben war. Ihre erste Ehe war noch nicht vollständig gelöst, als sie Jackson heiratete. Rachel Jacksons Nichte Emily Donelson, die in der Amtszeit Jacksons die Aufgaben der First Lady übernommen hatte, stand trotzdem auf der Seite der Calhoun-Fraktion.
Der Skandal schlug deshalb so hohe Wellen, da einige Mitglieder des Kabinetts schließlich zurücktraten, darunter Samuel D. Ingham und John Branch, während Van Buren in die Position des Favoriten Jacksons aufstieg. Er ersetzte Calhoun als Vizepräsident, wurde Jacksons Mitstreiter bei dessen Wiederwahl und war de facto dessen Erbe in der Demokratischen Partei. Schließlich trat auch Eaton als Kriegsminister zurück.
John Calhoun kehrte nach South Carolina zurück, wo er 1832 einen Sitz im Senat gewann. Er setzte sich für die Rechte der Staaten, die Sklaverei und wirtschaftliche Belange des Südens ein. Schließlich sprach er sich für die Sezession des Südens von den Vereinigten Staaten aus.

## Verfilmungen
Der Film The Gorgeous Hussy von 1936 erzählt die fiktionale Geschichte von „Pothouse“ Peg. Peggy O’Neill wird dabei von Joan Crawford gespielt.